# GKS Piast Gliwice
A GKS Piast Gliwice egy labdarúgócsapat Gliwiceben, Lengyelországban, jelenleg az első osztályban szerepelnek. A csapatot 1945-ben alapították, színei: piros és kék.

## Története

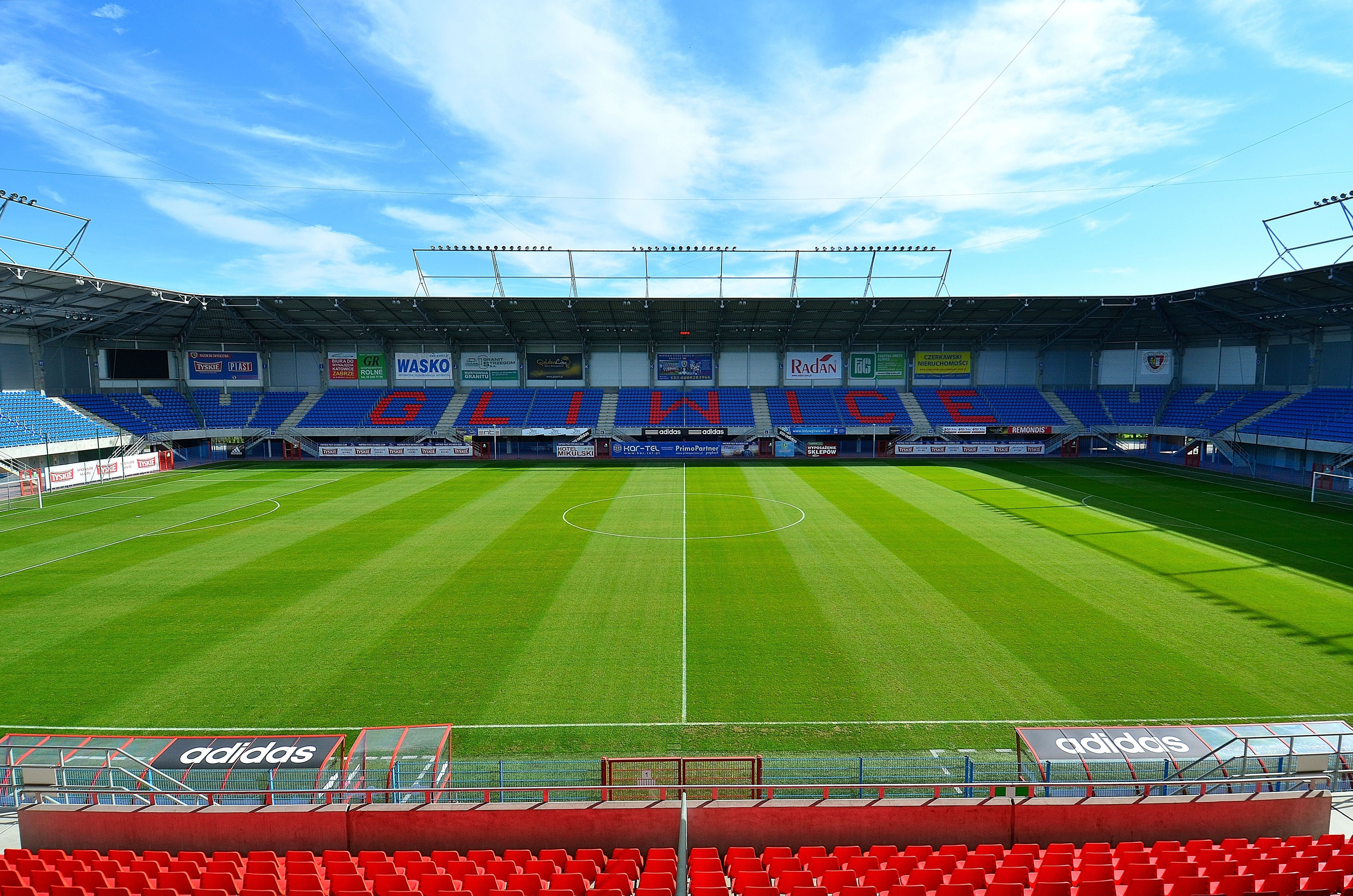
Stadion Miejski im. Piotra Wieczorka

A klubot 1945 júniusában alapították lengyelek, akik kénytelenek voltak elhagyni szülőföldjüket, ami ma már Ukrajnához tartozik. A Piast 32 szezont játszott a másodosztályban, mielőtt 2008-ban a legmagasabb osztályba léphetett. A 2008–09-es és 2008–10-es idény után ismét kiesett, de 2012 nyarától ismét az Ekstraklasaban szerepel. Vida Kristopher 2020.február 26.-n aláírt a lengyel bajnokcsapathoz,3,5 évig.
Két alkalommal is bejutott a lengyel kupa döntőjébe (1978, 1983), de mindkétszer elveszítette. A 2018–19-es szezonban története során először bajnok lett az élvonalban.

## Játékoskeret
2023. február 20. szerint.
| #  |     | Poszt | Név                  |
| -- | --- | ----- | -------------------- |
| 2  | POL | V     | Ariel Mosór          |
| 3  | ESP | V     | Miguel Muñoz         |
| 4  | POL | V     | Jakub Czerwiński     |
| 5  | SVK | V     | Tomáš Huk            |
| 6  | POL | KP    | Michał Chrapek       |
| 7  | ESP | KP    | Jorge Félix          |
| 12 | POL | K     | Bartłomiej Jelonek   |
| 14 | SVK | V     | Jakub Holúbek        |
| 16 | POL | KP    | Patryk Dziczek       |
| 18 | POL | CS    | Kamil Wilczek        |
| 19 | POL | KP    | Michael Ameyaw       |
| 20 | POL | KP    | Grzegorz Tomasiewicz |
| 22 | POL | V     | Tomasz Mokwa         |
| 23 | POL | KP    | Szczepan Mucha       |
| 24 | ENG | KP    | Tom Hateley          |

| #  |     | Poszt | Név                 |
| -- | --- | ----- | ------------------- |
| 25 | POL | V     | Piotr Liszewski     |
| 26 | SVK | K     | František Plach     |
| 27 | POL | CS    | Gabriel Kirejczyk   |
| 28 | POL | KP    | Michał Kaput        |
| 30 | POL | KP    | Oskar Leśniak       |
| 33 | POL | K     | Karol Szymański     |
| 34 | POL | CS    | Alex Sobczyk        |
| 37 | AUT | V     | Constantin Reiner   |
| 47 | POL | KP    | Bartosz Łuczak      |
| 67 | POL | KP    | Jakub Niedbała      |
| 77 | POL | KP    | Arkadiusz Pyrka     |
| 92 | POL | CS    | Damian Kądzior      |
| 96 | MKD | KP    | Tihomir Kosztadinov |
| 98 | GRE | V     | Alexandros Katranis |

## Sikerek
Ekstraklasa
- Bajnok (1): 2018–19
- Ezüstérmes (1): 2015–16

Lengyel Kupa
- Döntős (2): 1977–78, 1982–83